# Taurodontismo
Se denomina taurodontismo a una anomalía que se da en los molares y premolares, y que consiste en el aumento de la distancia entre la unión amelocementaria y la furcación, provocando así el aumento de la cámara pulpar. Se le denomina así por la semejanza con los dientes de los toros. Esta afección afecta aproximadamente al 1% de la población, si bien es bastante frecuente en los esquimales, y es un rasgo característico del hombre de Neandertal.